# Sheffield Eagles Rugby League Football Club
Pour les articles homonymes, voir Eagles (homonymie).
Maillots
Actualités
Sheffield Eagles Rugby League Football Club dit Sheffield Eagles est un club professionnel anglais de rugby à XIII basé à Sheffield, dans le Yorkshire du Sud. Il évolue dans la Championship qui est le second échelon du championnat d'Angleterre. Ils ont remporté notamment une coupe d'Angleterre appelée la « Challenge Cup » en 1998.
Le club est fondé en 1984. Ces dernières années, le club a pris part aux quatre premières éditions de la Super League entre 1996 et 1999, mais depuis 2000 le club est descendu dans son antichambre - la Championship - dans lequel il y évolue actuellement. Il évolue au Don Valley Stadium depuis 1990.
En 2019, il devient le premier club de l'histoire a remporté la Coupe de 1895.

## Palmarès
- Coupe d'Angleterre dite Challenge Cup (1):
  - Vainqueur : 1998.
- Coupe de 1895 (1):
  - Vainqueur : 2019[1]

## Actions médiatiques
Lors du match contre les Widnes Vikings, l'équipe aborde un maillot portant le slogan « Homophobia: Tackle It! »,.

## Bilan du club toutes saisons et toutes compétitions confondues
| Année | Année | Saison régulière Championship | Saison régulière Championship | Saison régulière Championship | Saison régulière Championship | Saison régulière Championship | Saison régulière Championship | Saison régulière Championship | Saison régulière Championship | Phase finale Championship | Phase finale Championship | Phase finale Championship | Phase finale Championship | Phase finale Championship | Phase finale Championship | Phase finale Championship | Challenge Cup      |
| Année | Année | Class.                        | Points                        | MJ                            | V.                            | N.                            | D.                            | Pp.                           | Pc.                           | Perf.                     | MJ                        | V.                        | N.                        | D.                        | Pp.                       | Pc.                       | Performance        |
| 2021  | 2021  | 12e                           | 13                            | 18                            | 5                             | 1                             | 12                            | 420                           | 665                           | Non qualifié              | -                         | -                         | -                         | -                         | -                         | -                         | 5e tour            |
| 2022  | 2022  | 7e                            | 24                            | 27                            | 12                            | 0                             | 15                            | 701                           | 660                           | Non qualifié              | -                         | -                         | -                         | -                         | -                         | -                         | Huitième de finale |
| 2023  | 2023  | 4e                            | 32                            | 27                            | 16                            | 0                             | 11                            | 780                           | 560                           | 1er tour                  | 1                         | 0                         | 0                         | 1                         | 0                         | 42                        | 4e tour            |
| 2024  | 2024  | 7e                            | 28                            | 26                            | 14                            | 0                             | 12                            | 626                           | 526                           | Non qualifié              | -                         | -                         | -                         | -                         | -                         | -                         | Huitième de finale |
| 2025  | 2025  | -                             | -                             | -                             | -                             | -                             | -                             | -                             | -                             |                           | -                         | -                         | -                         | -                         | -                         | -                         | 3e tour            |